# Jean-Liévin-Joseph Sion
Jean-Liévin-Joseph Sion MEP (* 11. Juni 1890 in Estaires; † 19. August 1951) war ein französischer römisch-katholischer Ordensgeistlicher und Apostolischer Vikar von Kontum.

## Leben
Jean-Liévin-Joseph Sion trat der Ordensgemeinschaft der Pariser Mission bei und empfing am 20. März 1920 das Sakrament der Priesterweihe.
Am 23. Dezember 1941 ernannte ihn Papst Pius XII. zum Titularbischof von Midaëum und zum Apostolischen Vikar von Kontum. Der Apostolische Delegat für Indochina, Erzbischof Antonio Drapier OP, spendete ihm am 22. April 1942 die Bischofsweihe; Mitkonsekratoren waren der Apostolische Vikar von Qui Nhơn, Augustin-Marie Tardieu MEP, und der Apostolische Vikar von Saigon, Marie Pierre Jean Cassaigne MEP.